# Bourseigne-Neuve
Bourseigne-Neuve is een dorpje in de Belgische provincie Namen en een deelgemeente van Gedinne. Tot 1 januari 1977 was het een zelfstandige gemeente. Het telt ruim 100 inwoners en ligt in een bosrijke omgeving in het noordwesten van de gemeente, nabij de Franse grens. Het dorpscentrum ligt op een kilometer van het naburige Bourseigne-Vieille.

## Demografische ontwikkeling
- Bronnen:NIS, Opm:1831 tot en met 1970=volkstellingen, 1976= inwoneraantal op 31 december